# كأس نيوزيلندا 1935
كأس نيوزيلندا 1935 (بالإنجليزية: 1935 Chatham Cup)‏ هو موسم من كأس نيوزيلندا. فاز فيه Western Suburbs FC ‏.